# Берти, Монтегю, 12-й граф Линдси
Монтегю Перегрин Албемарл Берти, 12-й граф Линдси (англ. Montague Peregrine Albemarle Bertie, 12th Earl of Lindsey; 3 сентября 1861 — 2 января 1938) — английский дворянин. Он носил титул учтивости — лорд Берти с 1877 по 1899 год.

## Происхождение и образование
Родился 3 сентября 1861 года. Единственный сын Монтегю Берти, 11-го графа Линдси (1815—1899), и Фелиции Элизабет Уэлби (1835—1927), второй дочери преподобного Джона Эрла Уэлби, ректора Харестона (и сына сэра Уильяма Эрла Уэлби, 1-го баронета) и Фелиции Элизы Хоул (дочери преподобного Джорджа Хоула, епископа Норвича).
Его отец унаследовал графский титул в 1877 году после смерти своего дяди, Джорджа Берти, 10-го графа Линдси, который умер неженатым. Его бабушкой и дедушкой по отцовской линии были Албемарл Берти, 9-й граф Линдси, и Шарлотта Сюзанна Элизабет Лейард (дочь преподобного Чарльза Лейарда, декана Бристоля). После смерти его деда его бабушка снова вышла замуж за преподобного Уильяма Питера Пегуса, от которого у нее родилась Мария Антуанетта Пегус.
Он получил образование в Итонском колледже и в колледже Магдалины в Кембридже.

## Карьера
В марте 1881 года он был назначен вторым лейтенантом в Нортгемптонское и Ратлендское ополчение (позже 4-й батальон Нортгемптонширского полка). В 1885—1888 годах он служил адъютантом лорда Каррингтона, губернатора Нового Южного Уэльса.
Лорд Берти был произведен в капитаны в июне 1889 года и вышел в отставку 4 мая 1891 года. 8 сентября 1893 года он был назначен заместителем лейтенанта Линкольншира.
27 января 1899 года после смерти своего отца Монтегю Берти унаследовал титул 12-го графа Линдси в графстве Линкольншир (Пэрство Англии), став членом Палаты лордов Великобритании.

## Личная жизнь
Находясь в Австралии, 12 февраля 1890 года лорд Берти женился на Миллисент Кокс (30 сентября 1862 — 17 августа 1931), старшей дочери выдающегося австралийского хирурга доктора Джеймса Чарльза Кокса (1834—1912). У супругов родилась одна дочь:
- Леди Мюриэль Фелиция Вер Берти (? — 1981), в 1922 году она вышла замуж за Генри Лидделла-Грейнджера, от брака с которым у неё было двое детей. После его смерти она вторично вышла замуж за сэра Малкольма Баркли-Харви в 1938 году[1].

Лорд Линдси скончался 2 января 1938 года. После его смерти титул графа Линдсей перешел к его дальнему родственнику, Монтегю Таунли-Берти, 8-му графу Абингдону (1887—1963), в то время как ирландские титулы барона и виконта Каллена (на которые он никогда не претендовал) угасли.